# Hottentotta mesopotamicus
Pour les articles homonymes, voir Hottentotta et Mesopotamicus.
Espèce
Hottentotta mesopotamicus est une espèce de scorpions de la famille des Buthidae.

## Distribution
Cette espèce est endémique du Kurdistan en Irak. Elle se rencontre vers Zakho.

## Étymologie
Son nom d'espèce lui a été donné en référence au lieu de sa découverte, la Mésopotamie.

## Publication originale
- Lourenço & Qi, 2007 : « Description of a new species of the genus Hottentotta Birula, 1908 (Scorpiones: Buthidae) from Iraq. » Zoology in the Middle East, vol. 41, no 1, p. 99-104.